# Minigolf

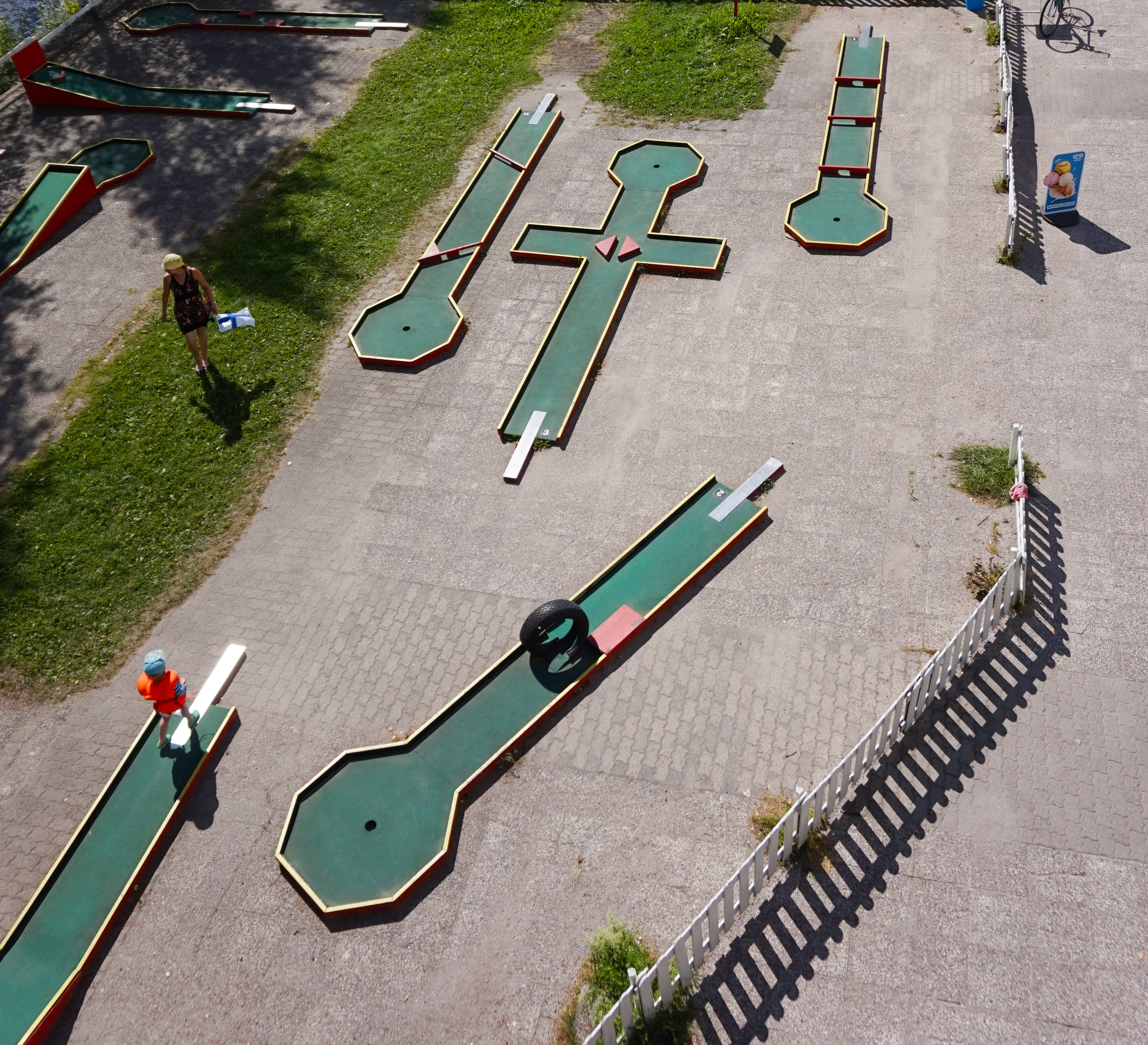
Minigolf

A minigolf szabadidős szórakozási forma, kinézetre a golfra hasonlít, azonban a pálya méretei jóval kisebbek (innen ered a mini elnevezés) és a szabályai is kissé mások, mint a golfé.
A minigolf-pályáknak négy típusa létezik:
- filcpályák (fa alapon filc szőnyeg borítással)
- betonpályák
- miniatűrgolf-pályák (eternitből)
- fantáziapályák (általában beton alapon filc szőnyeg, az akadályok nem szabványosak, családi szórakozásra sokszor a legalkalmasabbak)

Filcpálya található például Tápiószentmártonban, betonpálya Szolnokon, Esztergomban, miniatűrgolf-pálya Budakeszin és Szegeden, fantáziapálya pedig Balatongyörökön és Vasszécsenyben.